# 鲁内·卡尔松
鲁内·卡尔松（瑞典語：Rune Carlsson，1909年10月1日—1943年9月14日），瑞典前男子足球运动员，司职中场，所属俱乐部为IFK埃斯基尔斯蒂纳。他曾代表瑞典国家队参加1934年国际足联世界杯，结果队伍获得第八名。